# Atopophysa
Atopophysa is een geslacht van vlinders van de familie spanners (Geometridae), uit de onderfamilie Larentiinae.

## Soorten
- A. candidula Inoue, 1986
- A. indistincta Butler, 1889
- A. kunkalishana Wehrli, 1931
- A. lividata Bastelberger, 1909
- A. sinotibetaria Wehrli, 1931